# Elecciones presidenciales de Costa Rica de 1882
Las elecciones presidenciales de Costa Rica de 1882 fueron las primeras tras una larga línea de sucesivos gobiernos de facto tras el derrocamiento de don Aniceto Esquivel Sáenz por su antiguo aliado Tomás Guardia Gutiérrez. En el lugar de Esquivel fue colocado Vicente Herrera Zeledón, primer presidente conservador de Costa Rica, pero que en la práctica era un títere de Guardia (liberal). Tras la breve presidencia de Herrera quien renunció con excusas de salud, la élite política nombra a Guardia para sustituirlo. Sin embargo Guardia fallece en 1882 y se convocó a elecciones, que fueron ganadas por don Próspero Fernández Oreamuno. 
No obstante Fernández Oreamuno fallecería en funciones el 12 de marzo de 1885 siendo sustituido por el resto de su período por el vicepresidente don Bernardo Soto Alfaro.